# Mauro Ronconi
Mauro Ronconi (Formello, 19 settembre 1958) è un giornalista, scrittore e critico musicale italiano.
Si occupa di storia della musica a molteplici livelli e in diverse forme (pubblicazioni, programmi radio, spettacoli multimediali).  Nel corso degli anni ha collaborato con RAI International, RAI Isoradio, Radio Savona Sound, Radio Imago, Radio Radio. Ha scritto per le riviste Jocks Mag (magazine dell'Associazione Italiana Disc-Jockey) e il mensile di informazione e critica musicale Jam.

## Opere
- Musica dal pianeta terra (Arcana, 1998) ISBN 887966171X
- Lucio Battisti. Al di là del mito (con Alfonso Amodio, Arcana, 1999) ISBN 9788879662055
- Le canzoni di James Taylor (Editori Riuniti, 2001) ISBN 8835950716
- 100 dischi ideali per capire la nuova canzone italiana (Editori Riuniti, 2002) ISBN 8835952336
- Lucio Battisti. Innocenti evasioni. Un bio-discografia illustrata (con Alfonso Amodio e Italo Gnocchi, Editori Riuniti, 2003) ISBN 8835954312
- Le canzoni dei Dire Straits (con Giulio Nannini, Editori Riuniti,2003) ISBN 8835953197
- Renato Zero. Il coraggio delle idee. 1973-2005 da Zero a oggi (con Fabio Velo Dalbrenta, Editori Riuniti , 2005) riedito e ampliato nel 2006 ISBN 9788835957621
- Eagles (Editori Riuniti, 2007) ISBN 8835958806
- La favola mia. Le canzoni che hanno fatto la storia di Renato Zero (con Fabio Velo Dalbrenta, Arcana, 2013) ISBN 8862313179
- Hotel California. L'identità del suono in più di 300 album fondamentali (Arcana, 2014) ISBN 8862313586
- Canzoni per un mondo senza Beatles. Dai Santana ai Coldplay, il meglio dopo l'indispensabile (Arcana, 2022) ISBN 8892771310

## Spettacoli multimediali
- Solo soul - 1955-1975: Viaggio negli USA attraverso la musica nera (2018)
- I segreti del rock – Suoni, storie, curiosità, emozioni dietro i capolavori della musica rock  (2019)
- Ci ritorni in mente – L'arte e la personalità di Lucio Battisti (2019)
- Ed Io Tra di Voi – Tributo a Sergio Bardotti (2022)
- Neapolitan Power - Dagli Showmen a Pino Daniele, l’arte della Contaminazione (2022)
- I due Lucio - Battisti e Dalla, similitudini e differenze tra due artisti che hanno segnato un'epoca (2023)
- Lucio Battisti, il cercatore di suoni : dal sodalizio con Mogol e il successo all’evoluzione sperimentale con Pasquale Panella. (2023)
- Rock 'n' Soul Woman. La storia del rock, del pop e del soul attraverso la vita e la musica di donne straordinarie che hanno cambiato il mondo. (2024)